# Naul (ort i Irland)
Naul är en ort i republiken Irland.   Den ligger i provinsen Leinster, i den nordöstra delen av landet, 28 km norr om huvudstaden Dublin. Naul ligger 75 meter över havet och antalet invånare är 445.
Terrängen runt Naul är platt. Runt Naul är det ganska tätbefolkat, med 83 invånare per kvadratkilometer. Närmaste större samhälle är Swords, 14,9 km söder om Naul. Trakten runt Naul består i huvudsak av gräsmarker.